# Býchory
Býchory är en ort i Tjeckien.   Den ligger i regionen Mellersta Böhmen, i den centrala delen av landet, 60 km öster om huvudstaden Prag. Býchory ligger 215 meter över havet och antalet invånare är 516.
Terrängen runt Býchory är platt, och sluttar västerut. Runt Býchory är det ganska tätbefolkat, med 86 invånare per kvadratkilometer. Närmaste större samhälle är Kolín, 6,8 km sydväst om Býchory. Trakten runt Býchory består till största delen av jordbruksmark.